# Jonas Mendes
Jonas Mendes, né le 20 novembre 1989 à Bissau, est un footballeur international bissaoguinéen. Il évolue au poste de gardien de but avec les Black Leopards, en championnat sud-africain.

## Biographie

### En sélection nationale
Jonas Mendes participe à sa première compétition internationale lors de la Coupe d'Afrique des nations 2017 au Gabon. Lors du tournoi, les bissao-guinéens sortent dès le premier tour. Deux ans plus tard, il participe à la Coupe d'Afrique des nations 2019. Il est de nouveau convoqué pour participer à la Coupe d'Afrique des nations 2021.  En décembre 2023, il est retenu dans la liste des vingt-cinq joueurs bissao-guinéens sélectionnés par Baciro Candé pour disputer la Coupe d'Afrique des nations 2023.